# Corallo (singolo)
Corallo è un singolo del cantautore italiano Lortex, in collaborazione con la cantautrice italiana Chiamamifaro, pubblicato il 25 marzo 2022 come secondo estratto dal secondo album in studio Chiamo.

## Descrizione
Il brano, scritto dallo stesso cantautore con Alessandro La Cava, è prodotto da Steve Tarta.

## Tracce
Testi di Lorenzo Mirabella e Alessandro La Cava, musiche di Daniele Conti e Federico Fabiano.
1. Corallo (feat. Chiamamifaro) – 3:10